# Oltar sv. Kolumbana
Oltar sv. Kolumba (ali Čaščenje Treh kraljev) je velika ok. 1450–1455 izdelana oltarna slika iz hrastovega lesa zgodnjega nizozemskega slikarja Rogierja van der Weydna, naslikana v njegovem poznem obdobju. Naročena je bila za cerkev sv. Kolumbana v Kölnu in je zdaj v Stari pinakoteki v Münchnu. Prikazuje prizore iz zgodnjega Jezusovega življenja. Od leve proti desni prikazujejo oznanjenje (ko Marijo obišče nadangel Gabrijel), čaščenje Treh kraljev (ko rodi v hlevu) in prikazanje, ko daruje otroka v jeruzalemskem templju. Na vsaki plošči se Marija odlikuje po svojih modrih oblačilih. Zadnja stran zunanjih plošč je prekrita z navadno barvo in na njih ni znakov, da so kdaj vsebovale portrete donatorjev, kot je bilo značilno za tisti čas.
Cerkev sv. Kolumbana je bila ustanovljena leta 1467 kot pogrebna kapela: tri leta po van der Weydnovi smrti. Triptih je bil pogosto kopiran v 15. in 16. stoletju in je navdihnil nekatera dela Hansa Memlinga, med njimi oltarno sliko Jana Floreinsa. Delo črpa navdih iz oltarne slike Stefana Lochnerja zavetnikov Kölna (1440), za katero je znano, da jo je videl Van der Weyden. Triptih je bil pripisan Janu van Eycku za obdobje 19. stoletja.

## Table

### Oznanjenje
Eleganten prizor Oznanjenja prikazuje nadangela Gabriela, ki oznanja Mariji, da bo spočela in rodila Jezusa. Marija je oblečena v modra oblačila in kleči v svoji sobi pred posteljo, pogrnjeno z rdečimi rjuhami. V primerjavi z osrednjo ploščo sta figuri umeščeni v plitek in ozek prostor, ki nima globine. Za razlago tega so bile predlagane številne teorije, vključno s tem, da je bila plošča močno spremenjena na podlagi obstoja spodnjih risb, ki so jih morda izdelali člani delavnice, ali da je umetnik to osnovo zasnoval na risbi ali prototipu iz prejšnjega obdobja svoje kariere.
Tabla je napolnjena z versko ikonografijo. Na strani prie-dieu, na kateri Marija kleči v svojih pobožnostih, je umetno izrezljan Padec človeka. Postavljena je tako, da je vidna samo gledalcu. Zlati lonec v spodnjem ospredju je napolnjen z lilijami.

### Čaščenje Treh kraljev
Na osrednji tabli prevladujeta osrednji figuri Marije in svetega Jožefa, ki ju na desni uokvirjajo Trije kralji in njihovi spremljevalci. Kralji so razporejeni v padajočem, diagonalnem in ritmičnem vrstnem redu, pri čemer najstarejši od kraljev kleči, in drži noge otroka Jezusa, medtem ko otrokove roke dviguje k ustnicam. Zdi se, da je hlev v ruševinah, vendar ima stene, ki se povezujejo s stavbami v ospredju.
Donator je na levi strani, klečeč in stisnjen za Jožefom. Drži molitvene kroglice in se naslanja na steno lope. Upodobljen je kot pobožna priča rojstva in je postavljen pred najbližji del podrobne in obsežne mestne pokrajine, ki se razteza čez zgornji del večine plošče. Pogled na mesto na levi tabli vsebuje številne majhne figure, ki hodijo po strmi poti, ki se vije navzdol proti hlevu. Goethe je ta pogled na mesto leta 1816 opisal kot »polno ulic in hiš, vrveža in industrije«.
Na stebru za Marijino glavo visi majhno razpelo, čeprav se prizor dogaja 33–36 let pred smrtjo Jezusa Kristusa.

### Predstavitev
Predstavitev poteka na vhodu v osmerokotno stavbo, na območju, obdanem z monumentalnimi loki, še eno drzno in inovativno uporabo prostora in perspektive. Stene na skrajni desni strani table za čaščenje prikazujejo zunanjost predstavitvene stavbe in ustvarjajo razburljivo prostorsko in časovno jukstapozicijo: hlev je v Betlehemu, tempelj v Jeruzalemu, vendar prek tabel obstajata skupaj, morda kot most med Staro in Novo zavezo. Inovacija omogoča, da pripoved neprekinjeno teče čez oltarno sliko, ki je bila uporabljena tudi v njegovem ok. 1452 Braqueov triptih.
Stavbe nad osrednjim delom table se zdijo veliko bolj oddaljene od tistih na levi, kar daje vtis, da se mesto, ki je domnevno Betlehem, strmo umika v vse bolj oddaljeno obzorje.

## Naročilo
Oltarna slika je bila zabeležena v inventarju kölnske cerkve sv. Kolumbana iz leta 1801, kjer je bila v družinski kapeli von dem Wasservass, ki jo je verjetno v 1460-ih postavil Goddert von dem Wasservass, kölnski mestni mojster. Razumno je domnevati, da je delo naročil tako ugleden prebivalec mesta. Glede na število znanih izvodov Lorne Campbell trdi, da kos verjetno nikoli ni zapustil zasebne kapele do leta 1801. Sulpiz in Melchior Boisseree sta ga kupila leta 1808; njuna zbirka je bila leta 1827 pridobljena za Staro pinakoteko v Münchnu.